# Стадион (Београд)
Стадион је београдско насеље које се налази у општини Савски венац у граду Београду.

## Локација
Налази се западно од Аутокоманде, граничи се са Дедињем на западу, Дипломатском колонијом на југу и Вождовцем на истоку. Оивичено је улицама Љутице Богдан, Др Милутина Ивковића и Булеваром кнеза Александра Карађорђевића. Између тога обухвата и улице као што су Маглајска, Симе Лукина Лазића, Ружићева, Јездићева и Шекспирова.

## Опште карактеристике
Стадион је мало насеље, названо тако јер се налази између два највећа фудбалска стадиона у Београду, Црвене звезде и Партизана. Подручје је у потпуности резиденцијално, са два мала парка на крајевима, једним издуженим дуж булевара и троугластим који је упере ка Аутокоманди.
Већи од два парка простире се уз Булевар кнеза Александра Карађорђевића. Назван је по банкару и политичару Бенцион Булију. Ова парк-шума се простире на површини од 4,8 хектара. Дрворед платана уз улицу Др Милутина Ивковића у насељу засађен је у првој половини тридесетих година 20. века.